# Ghetto di Cracovia
Il ghetto ebraico di Cracovia fu uno dei principali ghetti nazisti creati nel Governatorato Generale in Polonia durante l'occupazione tedesca nella seconda guerra mondiale. Non fu tuttavia uno dei più grandi; per quanto prima della guerra Cracovia fosse un influente centro culturale ed avesse una popolazione ebraica di 60.000-80.000 abitanti, la maggior parte degli ebrei della città furono espulsi nel 1940 prima della costituzione del ghetto. Per i suoi 15.000 residenti, il ghetto rappresentò un luogo di transito per la suddivisione tra i lavoratori considerati abili e coloro che erano destinati al successivo massacro nei campi di sterminio, fino alla sua liquidazione il 13-14 marzo 1943 con l'uccisione della quasi totalità dei suoi ultimi residenti.

## Quadro generale

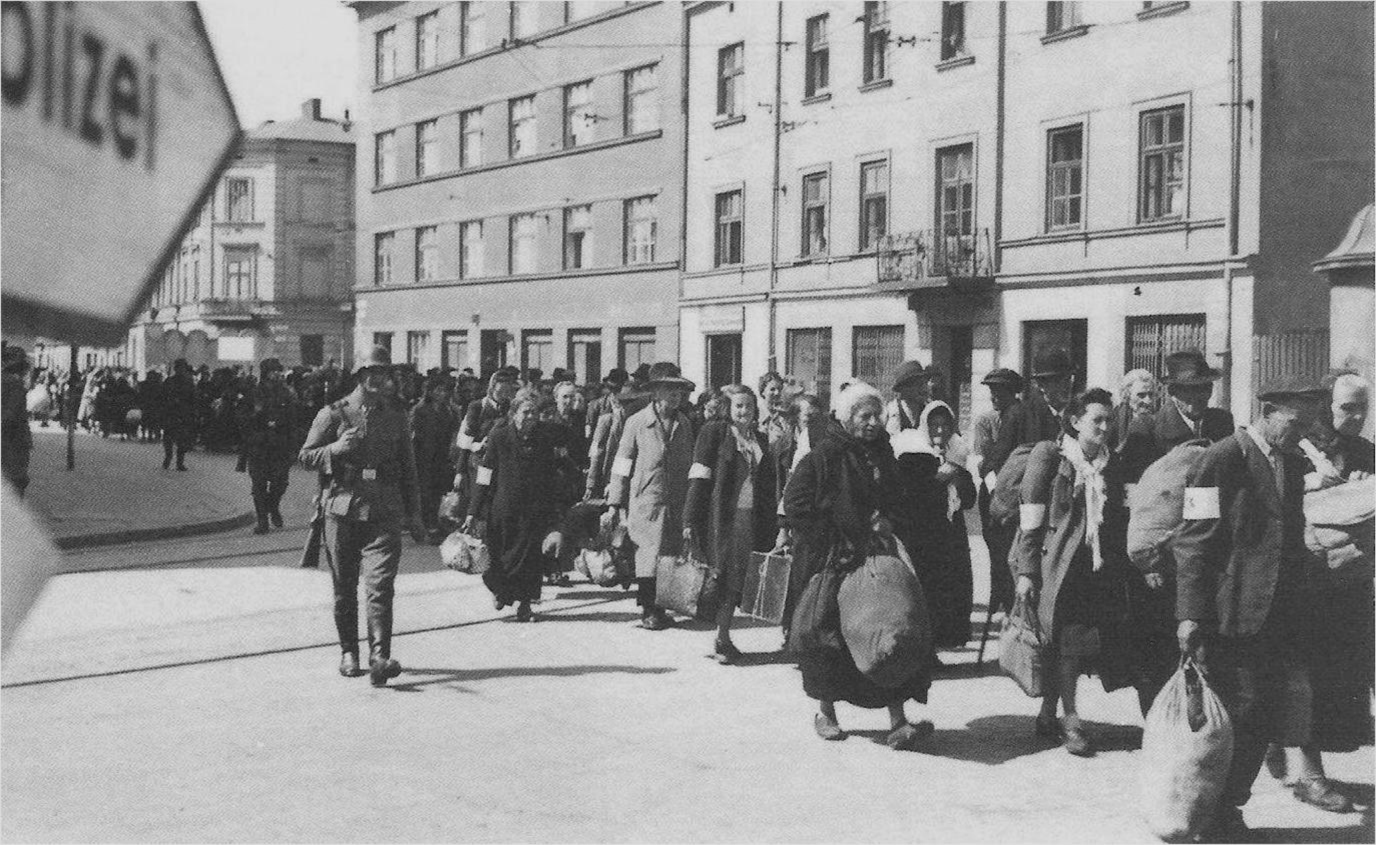
Deportazione degli ebrei dal ghetto di Cracovia nel marzo del 1943

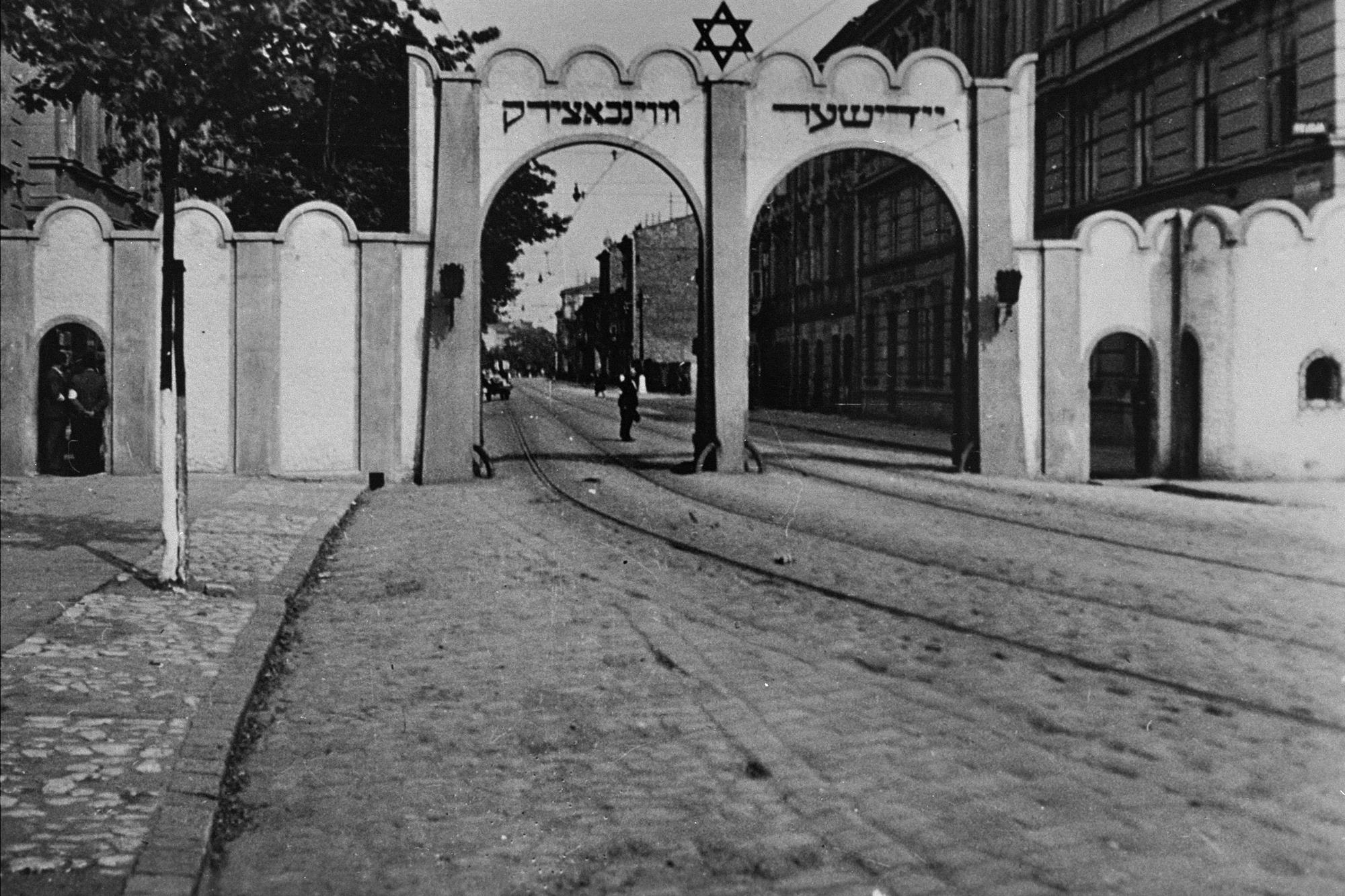
Porta di ingresso al ghetto di Cracovia

La persecuzione della popolazione ebraica di Cracovia iniziò subito dopo l'occupazione della città nel settembre del 1939 a seguito della campagna polacca che vide le forze tedesche conquistare rapidamente la nazione. Gli ebrei vennero immediatamente obbligati a prendere parte a lavori forzati imposti dalle truppe naziste e dal novembre 1939 tutti gli ebrei di oltre dodici anni furono obbligati a portare un bracciale di identificazione, mentre in tutta Cracovia le sinagoghe vennero chiuse e le reliquie e gli oggetti di valore che contenevano vennero confiscati dalle autorità tedesche.
Entro il maggio 1940 le autorità d'occupazione tedesche annunciarono che Cracovia sarebbe diventata la città più "pulita" del Governatorato Generale (comprendente tutte le zone occupate della Polonia, ma non annesse direttamente al Reich) e ordinarono una massiccia deportazione degli ebrei dalla città. Degli oltre 68.000 ebrei presenti a Cracovia, solo 15.000 lavoratori e le loro famiglie ebbero il permesso di rimanere in città: tutti gli altri ricevettero l'ordine di abbandonarla e vennero "reinsediati" nelle aree circostanti.
Il ghetto di Cracovia venne costituito ufficialmente il 3 marzo 1941 ed installato nel quartiere di Podgórze, non nel quartiere ebraico di Kazimierz, obbligando allo spostamento delle famiglie polacche residenti nelle abitazioni ebree situate fuori dal ghetto. Prima della creazione del ghetto, il quartiere di Podgórze era abitato da 3.000 persone: in quest'area vennero stipati inizialmente 15.000 ebrei, che occuparono 30 strade, 320 edifici e 3.167 stanze. In pratica venne assegnato un appartamento ogni quattro famiglie e molti sfortunati furono costretti a vivere per strada.
Il ghetto venne circondato da mura che lo isolarono completamente dalla città circostante; tutte le finestre e le porte che erano rivolte verso il lato "ariano" della città vennero murate, esclusi quattro passaggi custoditi che permettevano il traffico attraverso il ghetto. Come oscuro presagio del futuro imminente, i muri di cinta erano costruiti con le lapidi demolite dal cimitero ebraico della città. Piccole sezioni del muro rimangono ancora oggi a testimonianza.
Gli appartenenti al movimento di sinistra Akiva unirono le loro forze con i gruppi sionisti per fondare una organizzazione clandestina di combattimento, chiamata Żydowska Organizacja Bojowa (ŻOB), ed organizzare la resistenza all'interno del ghetto con il supporto esterno del movimento polacco di resistenza Armia Krajowa. Il gruppo portò avanti una serie di attività di resistenza, compreso un attacco al club di ritrovo degli ufficiali tedeschi nel dicembre del 1942 (attentato al caffè Cyganeria). A differenza di quanto successe a Varsavia, però, gli sforzi non portarono a una sollevazione generale prima che il ghetto venisse liquidato.
A partire dal 30 maggio 1942, le autorità tedesche iniziarono una serie di sistematiche deportazioni dal ghetto verso il campo di sterminio di Bełżec e nei mesi successivi migliaia di ebrei subirono questa sorte.
Il 13 e il 14 marzo 1943 i nazisti, per ordine dello Sturmbannführer Willi Haase, operarono la "liquidazione" finale del ghetto, effettuata dalle SS al comando dello SS-Hauptsturmführer Amon Göth: circa 2.000 ebrei considerati inabili, soprattutto bambini ed anziani, vennero uccisi nelle strade del ghetto, 8.000 ebrei reputati abili al lavoro vennero deportati al campo di concentramento di Kraków-Plaszów, il resto invece al campo di sterminio di Birkenau.

## Informazioni aggiuntive
- Il regista Roman Polański, cugino di Roma Ligocka, autrice e protagonista del libro: "La bambina col cappotto rosso", sopravvissuto del ghetto quando era bambino, descrive le sue esperienze nel libro di memorie Roman. Nei primi mesi egli descrive una situazione di apparente pace, interrotta da alcuni episodi di terrore. I residenti della città andavano fuori a mangiare, ascoltavano la banda musicale della città ed i bambini come Polanski giocavano nella[10]
- Roma Ligocka è un'artista polacca che era una bambina quando si salvò dal ghetto. Molti anni dopo è stata inserita nel film Schindler's List - La lista di Schindler di Steven Spielberg, dopo avere scritto un racconto sulle sue esperienze giovanili intitolato Memoria di una bambina con il cappotto rosso.[11]
- Tadeusz Pankiewicz era un farmacista polacco che possedeva la Farmacia Aquila all'interno del ghetto di Cracovia. Era l'unico non-ebreo a vivere nel ghetto, dopo aver ricevuto l'autorizzazione dalle autorità tedesche, e si prodigò quanto possibile per la salvezza degli abitanti. In riconoscenza dei suoi gesti eroici, è stato nominato da Yad Vashem Giusto tra le nazioni. Ha pubblicato un libro relativo alle sue esperienze: Il farmacista del Ghetto di Cracovia.[12][13]
- L'imprenditore tedesco Oskar Schindler si trasferì a Cracovia a causa del basso costo dei lavoratori disponibili nel ghetto. Egli selezionò numerosi operai per lavorare nella sua fabbrica di vasellame ed imparò a trattarli umanamente. Nel 1942 Schindler vide le brutali operazioni di rastrellamento per l'invio dei trasporti verso il campo di concentramento di Kraków-Płaszów e di conseguenza agì al fine di salvare quanti più ebrei possibile, come descritto nel film Schindler's List. In un momento particolarmente critico, 300 dei lavoratori ebrei di Schindler vennero deportati, nonostante tutti gli sforzi compiuti, al campo di sterminio di Birkenau ed egli intervenne personalmente presso la direzione del campo per salvarli.[14]